# Sherubtse College
Lo Sherubtse College è il più antico college del Bhutan e fa parte dell'Università Reale del Bhutan. È situato a Kanglung, nel distretto di Trashigang, nell'est del paese.

## Storia del college
Il terzo re del Bhutan, Jigme Dorji Wangchuck, posò la prima pietra della Sherubtse School nel giugno 1966. La scuola aprì nel 1968, sotto la guida del gesuita canadese William Mackey. All'epoca era una scuola pubblica, nel 1976 diventò un junior college. Nel 1983 diventò un college, affiliato all'Università di Delhi. Nel 2003 è entrato a far parte dell'Università Reale del Bhutan.
All'interno del college vi è un tempio buddhista.

## Dipartimenti
Ogni anno circa duecento studenti si laureano presso lo Sherubtse College in economia, informatica, dzongkha, inglese, geografia, scienze politica, sociologia, storia e scienze. Il dipartimento di botanica è particolarmente importante per via della ricca biodiversità dell'Himalaya.
I corsi nel college si tengono in lingua inglese. Gli studenti sono comunque tenuti a studiare lo dzongkha, la lingua ufficiale del Bhutan.

## Allievi
Tra il 1978 e il 2011 i laureati sono stati circa 4.000. Tra gli ex-allievi dello Sherubtse College figurano molti politici bhutanesi, tra i quali diversi ministri.